# Guillaume III de Briouze
Guillaume (III) de Briouze († 1211), 4e seigneur (ou lord) de Bramber, est un membre de la famille de Briouze, qui continue d'accroître ses possessions, notamment avec la baronnie de Kington (Herefordshire). Avant la fin du siècle, il tient en fiefs ou comme gardien des terres devant un service militaire de 325 chevaliers, et possède seize châteaux en Angleterre, Pays de Galles et Irlande. Ses revenus annuels sont supérieurs à 800 livres sterling, ce qui en fait un des principaux barons du royaume.

## Biographie
Fils de Guillaume II de Briouze, il sert Richard Cœur de Lion en Normandie, et tient divers offices royaux. Sous le règne de Jean d'Angleterre, la famille connaît son apogée avant de manquer d'être réduite à néant. Guillaume joue un rôle important dans l'acceptation de la revendication de Jean au trône d'Angleterre, face à son concurrent Arthur Ier de Bretagne. Par la suite, il devient l'un de ses proches compagnons, et reçoit de nombreuses faveurs du roi. Il obtient d'abord la permission de garder pour lui toutes les terres qu'il pourrait prendre aux Gallois. Son fils Gilles obtient le siège épiscopal de Hereford en 1200. En 1203, le roi lui donne l'importante seigneurie galloise de Gower. Puis en 1206 il obtient l'honneur de Limerick, en Irlande, avec la ville elle-même. Mais en 1208, le roi décide de se débarrasser de lui, n'ayant plus confiance en lui après des fuites sur la mort d'Arthur Ier de Bretagne à Rouen en 1203. Après une courte révolte de Guillaume, le roi ordonne son arrestation. Guillaume se réfugie finalement en France avec son fils Gilles. Sa femme et son fils aîné Guillaume (IV) sont emprisonnés au château de Corfe où ils meurent de faim en 1210. La femme et les quatre enfants de ce dernier sont emprisonnés jusqu'en 1218.
Son fils Gilles († 1215), nommé évêque de Hereford en 1200, rejoint la révolte baronniale de 1214. En 1215, aidé par son frère Reginald, il reprend par la force toutes les possessions familiales des marches sauf Gower. Il se réconcilie finalement avec le roi Jean d'Angleterre peu avant sa mort. Le 21 octobre 1215, il lui donne les terres confisquées à son père contre une amende de 9 000 marcs d'argent.